# Glosse (Erläuterung)

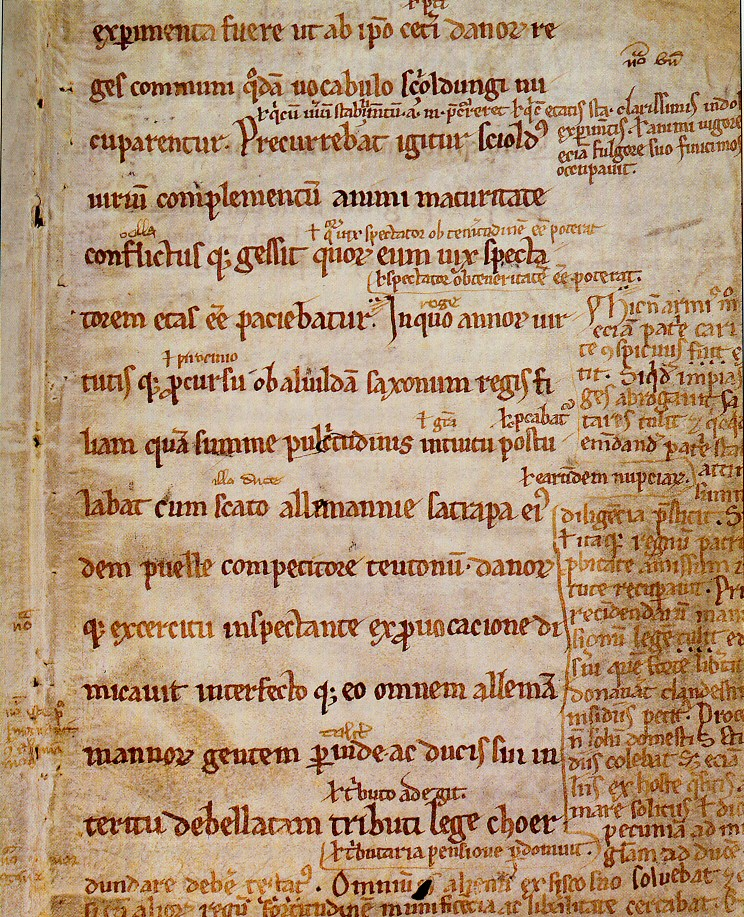
Marginalglossen (am Rand) und Interlinearglossen (zwischen den Zeilen) in einem Fragment der Gesta Danorum von Saxo Grammaticus (um 1200)

Eine Glosse (Aussprache [ˈɡlɔsə], fachsprachlich auch [ˈɡloːsə] mit langem Vokal) ist eine Erläuterung zu einem erklärungsbedürftigen Ausdruck oder ein Kommentar zu einer Textstelle in einer alten Handschrift. Glossen finden sich zumeist am Seitenrand (Marginalglossen) oder zwischen den Zeilen des Textes (Interlinearglossen). Der Umfang reicht von einem einzelnen Wort oder Kürzel bis hin zu ausladenden Kommentaren, die weit mehr Wörter umfassen als die kommentierte Textstelle.
Das Hinzufügen von Glossen zu einem Text wird Glossieren oder Glossierung genannt. Eine Glossenhandschrift ist eine Handschrift, in der sich Glossen finden. Die Gesamtheit der Glossen zu einem ganzen Text oder Werk wird Glossenapparat oder kurz Apparat genannt. Im Fall von bedeutenden Texten erlangten manche der zugehörigen Glossenapparate den Status eines maßgeblichen Kommentars. Auch solche Gesamtkommentare werden als Glosse oder lateinisch Glossa bezeichnet, darunter die Glossa ordinaria zur Bibel aus dem 12. Jahrhundert und die Glossa ordinaria zum Kirchenrecht aus dem 13. Jahrhundert.
Glossen wurden schon früh gesammelt und tradiert. Dabei wurden sie gegebenenfalls überarbeitet und neu zusammengestellt. Glossare sind ursprünglich Sammlungen von Glossen, die in der Regel einzelne Wörter erklären.

## Begriffsgeschichte

### Antike Bezeichnungen
Das Wort Glosse geht auf altgriechisch γλῶσσα glóssa zurück, das meist „Zunge“ oder „Sprache“ bedeutet, daneben aber auch „fremdartiges Wort“. In der griechischen Antike war γλώσσα glóssa (bzw. die attische Form γλώττα glótta) seit Aristoteles (Poetica 1457 b 4, Rhetorica 1410 b 12) ein Fachterminus für ein fremdartiges Wort (Fremdwort, Dialektwort, Archaismus). Bei den römischen Grammatikern und Rhetorikern war hierfür nicht das latinisierte Wort glossa, sondern das jüngere, ebenfalls griechische Fremdwort glossema der übliche Fachausdruck. Quintilian erklärte glossemata als „wenig gebräuchliche Wörter“.
Eine interpretierende (oder den Text berichtigende) Glosse wurde im Griechischen seit dem 2. Jahrhundert scholion genannt. Scholien können entweder als Marginalie zu diesem Text oder in einer Sammlung von Exzerpten zu diesem Text überliefert sein. In der modernen Altphilologie wird neben Scholion auch die Wortform Scholie verwendet.

### Von Spätantike zum Neuhochdeutschen
In der Spätantike verschob sich bei glossa die Bedeutung von dem zu erklärenden Wort auf die Worterklärung. Lateinisch glossa bedeutete bei Isidor von Sevilla die Erklärung der Bedeutung eines Wortes durch ein anderes einzelnes Wort (uno et singulari verbo).
Neben lateinisch glossa trat im Mittellateinischen die Schreibweise glosa (ferner die Variante closa), dazu als Diminutiv glossula bzw. glosula. Der Terminus glos(s)a wurde im lateinischen Mittelalter sowohl für metatextuelle Glossen verwendet als auch für Worterklärungen ohne Bindung an einen zu erklärenden Text.
Ein Glossar (lateinisch glossarium) ist ursprünglich eine Sammlung von Glossen. Mit dem Plural Glossen kann daher auch ein Glossar gemeint sein, so beispielsweise bei den Reichenauer Glossen (Ende des 8. Jahrhunderts) und den Kasseler Glossen (um 810).
Seit dem 12. Jahrhundert wurde für ein Corpus oder einen Apparat interpretierender Glossen neben dem Plural auch der zusammenfassende Singular glos(s)a üblich. Zu diesen umfangreichen Glossen zählen Kommentare zur Bibel oder zu Teilen der Bibel (siehe unten). Im Rechtswesen meinte glos(s)a in erster Linie die von den italienischen Glossatoren bis zur Mitte des 13. Jahrhunderts erstellte Standardglosse zum Corpus iuris civilis.
Vor allem mit der hochmittelalterlichen Bedeutung „autoritativer Kommentar“ wurde das Wort in den Schreibweisen glôs(e) und glôß ins Mittelhochdeutsche übernommen (der Zirkumflex zeigt an, dass das o damals als langer Vokal ausgesprochen wurde). In neuhochdeutscher Zeit, im 17. Jahrhundert, wurde es in Anlehnung an das Griechische und Lateinische als Glosse standardisiert.
Im Zusammenhang mit teils polemisch geführten Kämpfen um die Reinheit des Bibeltextes wurde das Wort Glosse vom 15. bis 18. Jahrhundert auch abwertend im Sinne von „falsche Auslegung“, „verfälschende Deutung“ und allgemeiner im Sinne von „Verfälschung“ oder „Lüge“ verwendet. Dafür stehen damalige Formulierungen wie „falsche“, „erdichtete“, „faule“, „ketzerische Glossen“ oder „Glossen und Ausflüchte“.
Ende des 18. Jahrhunderts wurde Glosse ein Fachwort der deutschen Philologie, die sich ausgiebig mit Glossen beschäftigte. Daraufhin entstanden zahlreiche Komposita mit Glosse, beispielsweise Glossenarbeit, Glossenforschung, Glossenhandschrift, Glossenliteratur, Bibelglosse, Marginalglosse, Interlinearglosse, Kontextglosse.
Obwohl Glosse im Deutschen seit Jahrhunderten mit ss geschrieben wird, hat sich neben der dazu passenden Aussprache [ˈɡlɔsə] in der Fachsprache auch die aus dem Mittelalter stammende Aussprache mit langem o-Vokal [ˈɡloːsə] gehalten. Einige Fachleute halten diese für die einzig richtige Aussprache, beispielsweise Harald Horst, Handschriftenbibliothekar an der Erzbischöflichen Diözesan- und Dombibliothek Köln.

### Übertragene Bedeutungen
In der Umgangssprache des 18. und 19. Jahrhunderts hatte das Wort die Bedeutung „Anmerkung oder Ausspruch im Gespräch“. Insbesondere spöttische, ironische, boshafte oder anderweitig negative Bemerkungen wurden Glossen genannt. Ab der Mitte des 19. Jahrhunderts entstand daraus Glosse als Bezeichnung für einen spöttischen journalistischen Text.
In den 1980er Jahren wurden der Begriff Glosse und das Prinzip der interlinearen Glossierung für zwei moderne Transkriptionssysteme adaptiert: für die interlineare Morphemglossierung sowie die Glossentranskription von Gebärden bei Gebärdensprachen.

## Funktion
Ursprünglich dienten Glossen dazu, einzelne unverständliche oder schwer verständliche Wörter durch jeweils ein anderes einzelnes Wort zu erklären. Im Lauf der Zeit spielten interpretierende Glossen eine zunehmend dominierende Rolle. Diese zumeist umfangreicheren Glossen hatten den Zweck, den Sinn einer Textstelle zu erläutern oder zu kommentieren und gegebenenfalls weiterführende Anmerkungen zu bieten.
An denselben Stellen wie Glossen finden sich gelegentlich Korrekturen zum Text. Beispielsweise können dort Wörter nachgetragen sein, die beim Schreiben der Zeilen vergessen wurden. Derartige Korrekturen werden nicht zu den Glossen gerechnet, da sie nicht den Text erläutern.

## Formen

### Position

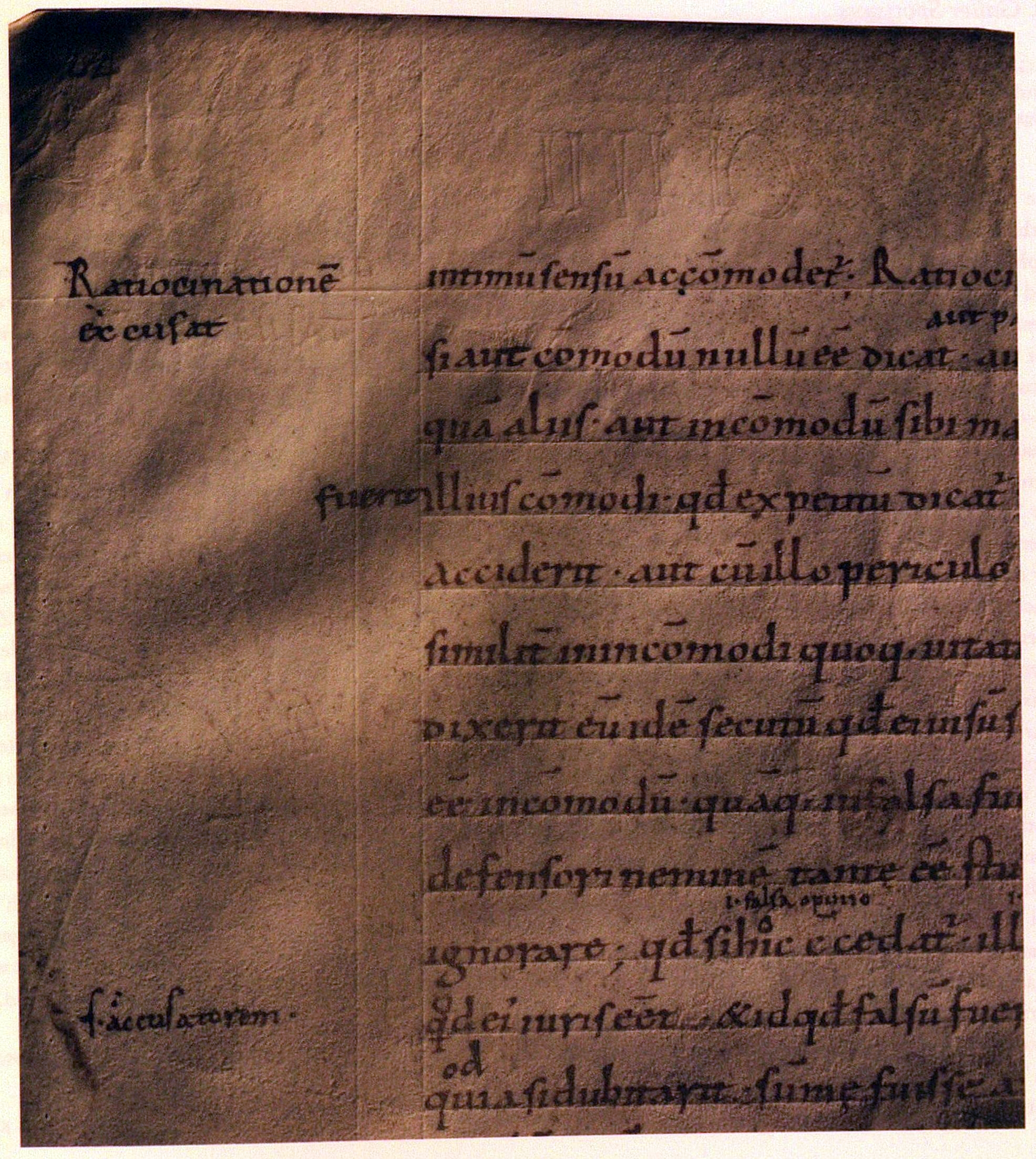
Glossen Notkers III. in einer Handschrift von Ciceros De inventione. St. Gallen, Stiftsbibliothek, Cod. Sang. 820, Seite 124 (10. Jahrhundert). Zu sehen sind kurze Glossen am Rand und weitere zwischen den Zeilen.

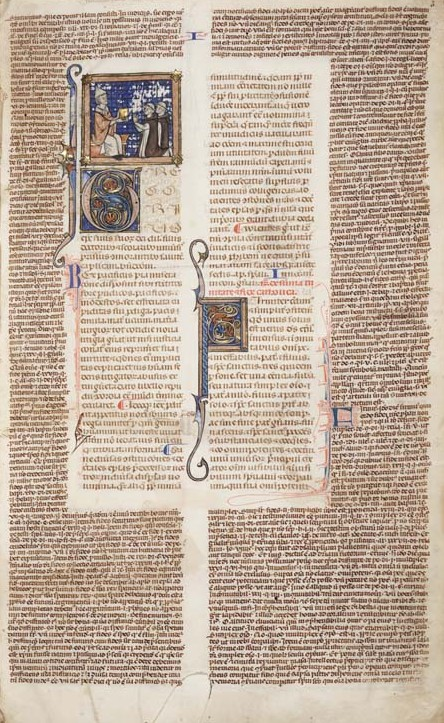
Dekretalen mit Glossa ordinaria (ca. 1300). Die Glosse ist hier ein tradierter, etablierter Kommentartext. Er ist wesentlich umfangreicher als der Haupttext und umgibt ihn ringsum als Schachtelglosse.

Nach der Position relativ zum Bezugstext unterscheidet man hauptsächlich drei Formen:
- Marginalglosse (glossa marginalis): Die Glosse wurde an den Rand geschrieben. Marginalglossen können umfangreich sein, da der Seitenrand viel Platz bietet.
- Interlinearglosse (glossa interlinearis): Die Glosse wurde zwischen die Textzeilen geschrieben. Da hier weniger Platz ist als am Seitenrand, sind Interlinearglossen meist kurz. Andererseits kann auch eine fortlaufende Übersetzung zwischen den Zeilen stehen (siehe Interlinearversion).[15]
- Kontextglosse: Die Glosse wurde in den fortlaufenden Bezugstext hineingeschrieben.

Der Haupttext kann von sehr umfangreichen Glossentexten begleitet sein kann. Daraus ergeben sich zwei Sonderfälle der Marginalglossierung:
- Klammerglosse: Die Glosse rahmt den Haupttext von zwei oder drei Seiten ein.
- Schachtelglosse: Die Glosse umschließt den Haupttext von allen Seiten (siehe rechts das untere Bild).

Manchmal beginnt eine Glosse mit einer einleitenden Abkürzung wie i für id est (= das heißt) oder t für teutonice (= deutsch). Der Bezug zu der glossierten Textstelle kann, soweit er nicht durch die Positionierung der Glosse offensichtlich ist, durch Wiederholung des Lemmas oder durch Verweiszeichen vereindeutigt werden.
Im Prinzip kann eine Glosse überall stehen, wo in der Nähe des Bezugstextes Platz frei geblieben war, also beispielsweise zwischen zwei Textspalten bei mehrspaltigem Text. Darüber hinaus können Glossen auch auf einem separaten Textträger stehen, äußerlich losgelöst vom Bezugstext.

### Besondere Formen
Griffelglossen wurden nicht mit Tinte geschrieben, sondern nur mit einem Griffel in das Pergament geritzt. Damit blieben die Glossen unauffällig und die Handschrift optisch unverändert. Griffelglossen wurden hauptsächlich in althochdeutschen Handschriften gefunden. Meist handelt es sich um Verständnishilfen für den eigenen Gebrauch.
Einige althochdeutsche Glossen wurden in einer einfachen Geheimschrift geschrieben. Dabei wurden die Vokale ersetzt – entweder durch den im Alphabet nachfolgenden Konsonanten oder durch Punkte (1 Punkt für a, 2 Punkte für e usw.). Der Missionar und Bischof Bonifatius soll beide Arten der Textverschlüsselung gelehrt haben. Es ist unklar, ob sie der Geheimhaltung der Glossen dienen sollten oder ob es sich eher um eine Spielerei handelte.

### Umfang
Glossierung durch ein Einzelwort im Sinne Isidors ist im Mittelalter sehr verbreitet. Insbesondere kommentierende Glossen können mehr oder weniger ausführlich formuliert sein. Wenn von vornherein die Anbringung eines ausführlichen Glossenapparats vorgesehen war, wurden die Randbreiten und Zeilenzwischenräume entsprechend angelegt.
Bei der interpretierenden Glosse besteht dann auch keine klare Abgrenzung mehr zum ausführlichen Textkommentar (lat. commentum oder commentarius), zumal auch vollwertige Kommentare in Form von Marginalglossen notiert wurden.

## Umfangreiche Bibelglossen (Auswahl)
- Die Kommentare von Raschi (1040–1105) zur Bibel und zum Talmud. Sie übten große Wirkung auf die christlichen Bibelglossen aus.
- Die Glossa ordinaria (auch: Glossa parva, Glossa Laonis) entstand 1100–1110  in der Schule von Laon und wurde der mittelalterliche Standardkommentar zum Bibeltext. Sie enthält einen ausgewählten Fundus von patristischen und mittelalterlichen Erklärungen nicht nur des Wortlauts, sondern auch des Sinns.
- Die 1130–1140 entstandene Glosse des Gilbert von Poitiers (auch: Glossa media) zu den Psalmen und den paulinischen Briefen.
- Die 1150–1160 entstandene Glosse des Petrus Lombardus (Magna Glossatura, Glossa ordinaria in psalmos) zu den Psalmen und den paulinischen Briefen.
- Die 1232–1236 entstandene Glosse des Hugo von Saint-Cher (Postilla in Bibliam, Postilla Hugonis prioris).
- Die 1235–1240 entstandene, anonyme „dominikanische Glosse“, basierend auf jener des Hugo von Saint-Cher, dessen Text gekürzt und mit anderen Quellen kompiliert wird.
- Die 1264–1268 entstandene Expositio continua in quatuor evangelia (auch: Catena aurea) des Thomas von Aquin zu den vier Evangelien, primär ein Kompilat aus griechischen und lateinischen Kirchenvätern, einige davon erst kurz zuvor ins Lateinische übertragen.
- Die 1280 entstandene Glosse des Dominikaners Nikolaus von Gorran (1232–1295) (Postilla in Bibliam). Stark abhängig von der „dominikanischen Glosse“, jener des Hugo und einigen anderen Quellen.[19]
- Die 1325–1330 entstandene Glosse des Nikolaus von Lyra (Postilla in Bibliam, im 14.–15. Jahrhundert auch Glossa ordinaria genannt).